# Oleksandr Syrota
Oleksandr Mychajlovyč Syrota (in ucraino Олександр Михайлович Сирота?; Kiev, 11 giugno 2000) è un calciatore ucraino, difensore del Maccabi Haifa, in prestito dalla Dinamo Kiev.

## Caratteristiche tecniche
È un difensore centrale.

## Carriera

### Club
Cresciuto nel settore giovanile della Dinamo Kiev, ha esordito in prima squadra il 4 luglio 2020 disputando da titolare l'incontro di Prem"jer-liha perso per 3-2 contro lo Šachtar. Syrota fa il suo esordio in competizioni europee il 25 febbraio 2021 giocando l'incontro valido per i sedicesimi di finale di Europa League vinto 1-0 in casa del Club Bruges. L'8 agosto 2021 segna il suo primo gol da professionista, aprendo le marcature nel 2-1 finale, in occasione del match di campionato contro lo Zorja.
L'11 luglio 2024 passa in prestito agli israeliani del Maccabi Haifa. Esordisce in Conference League durante l'incontro casalingo perso per 3-0 contro il Sabah.

### Nazionale
Nel 2017 è stato convocato per partecipare al Campionato europeo di calcio Under-17 2017 in Croazia. Tuttavia non viene mai impiegato da Serhij Popov. Nel 2020 viene convocato dalla nazionale Under-21 ed esordisce il 9 ottobre giocando da titolare la gara valida per le qualificazioni al campionato europeo di calcio Under-21 2021 vinta per 1-0 contro la Romania. Nel marzo 2021 viene convocato per la prima volta da Andriy Shevchenko in nazionale maggiore per alcune partite valide per le qualificazioni al campionato mondiale di calcio 2022. Fa il suo esordio da titolare l'8 settembre 2021, disputando l'intero incontro amichevole contro la Rep. Ceca. L'11 novembre 2021 mette a segno la sua prima rete con la maglia dell'Ucraina, nell'1-1 contro la Macedonia del Nord in amichevole.
Nel giugno 2023 viene convocato per il campionato europeo Under-21 organizzato in Georgia e Romania.

## Statistiche
Statistiche aggiornate al 5 ottobre 2024.

### Presenze e reti nei club
| Stagione           | Squadra            | Campionato         | Campionato | Campionato | Coppe nazionali | Coppe nazionali | Coppe nazionali | Coppe continentali | Coppe continentali | Coppe continentali | Altre coppe | Altre coppe | Altre coppe | Totale | Totale | Totale |
| Stagione           | Squadra            | Comp               | Pres       | Reti       | Comp            | Pres            | Reti            | Comp               | Pres               | Reti               | Comp        | Pres        | Reti        | Pres   | Reti   |        |
| ------------------ | ------------------ | ------------------ | ---------- | ---------- | --------------- | --------------- | --------------- | ------------------ | ------------------ | ------------------ | ----------- | ----------- | ----------- | ------ | ------ | ------ |
| 2019-2020          | Dinamo Kiev        | PL                 | 2          | 0          | KU              | 1               | 0               | UCL+UEL            | -                  | -                  | SU          | -           | -           | 3      | 0      |        |
| 2020-2021          | Dinamo Kiev        | PL                 | 10         | 0          | KU              | 2               | 0               | UCL+UEL            | 0+3                | 0                  | SU          | 1           | 0           | 16     | 0      |        |
| 2021-2022          | Dinamo Kiev        | PL                 | 12         | 1          | KU              | 0               | 0               | UCL                | 5                  | 0                  | SU          | 1           | 0           | 18     | 1      |        |
| 2022-2023          | Dinamo Kiev        | PL                 | 19         | 1          |                 | -               | -               | UCL+UEL            | 4+5                | 0                  |             | -           | -           | 28     | 1      |        |
| 2023-2024          | Dinamo Kiev        | PL                 | 16         | 0          | KU              | 1               | 0               | UEC                | 4                  | 0                  |             | -           | -           | 21     | 0      |        |
| Totale Dinamo Kiev | Totale Dinamo Kiev | Totale Dinamo Kiev | 59         | 2          |                 | 4               | 0               |                    | 21                 | 0                  |             | 2           | 0           | 86     | 2      |        |
| 2024-2025          | Maccabi Haifa      | LH                 | 5          | 2          | CI              | 1               | 0               | UEC                | 2                  | 0                  |             | -           | -           | 8      | 2      |        |
| Totale carriera    | Totale carriera    | Totale carriera    | 64         | 4          |                 | 5               | 0               |                    | 23                 | 0                  |             | 2           | 0           | 94     | 4      |        |

### Cronologia presenze e reti in nazionale
| Cronologia completa delle presenze e delle reti in nazionale ― Ucraina | Cronologia completa delle presenze e delle reti in nazionale ― Ucraina | Cronologia completa delle presenze e delle reti in nazionale ― Ucraina | Cronologia completa delle presenze e delle reti in nazionale ― Ucraina | Cronologia completa delle presenze e delle reti in nazionale ― Ucraina | Cronologia completa delle presenze e delle reti in nazionale ― Ucraina | Cronologia completa delle presenze e delle reti in nazionale ― Ucraina | Cronologia completa delle presenze e delle reti in nazionale ― Ucraina |
| Data                                                                   | Città                                                                  | In casa                                                                | Risultato                                                              | Ospiti                                                                 | Competizione                                                           | Reti                                                                   | Note                                                                   |
| ---------------------------------------------------------------------- | ---------------------------------------------------------------------- | ---------------------------------------------------------------------- | ---------------------------------------------------------------------- | ---------------------------------------------------------------------- | ---------------------------------------------------------------------- | ---------------------------------------------------------------------- | ---------------------------------------------------------------------- |
| 8-9-2021                                                               | Plzeň                                                                  | Rep. Ceca                                                              | 1 – 1                                                                  | Ucraina                                                                | Amichevole                                                             | -                                                                      |                                                                        |
| 8-6-2022                                                               | Dublino                                                                | Irlanda                                                                | 0 – 1                                                                  | Ucraina                                                                | UEFA Nations League 2022-2023 - 1º turno                               | -                                                                      |                                                                        |
| Totale                                                                 |                                                                        | Presenze                                                               | 2                                                                      |                                                                        | Reti                                                                   | 0                                                                      |                                                                        |

| Cronologia completa delle presenze e delle reti in nazionale ― Ucraina under 21 | Cronologia completa delle presenze e delle reti in nazionale ― Ucraina under 21 | Cronologia completa delle presenze e delle reti in nazionale ― Ucraina under 21 | Cronologia completa delle presenze e delle reti in nazionale ― Ucraina under 21 | Cronologia completa delle presenze e delle reti in nazionale ― Ucraina under 21 | Cronologia completa delle presenze e delle reti in nazionale ― Ucraina under 21 | Cronologia completa delle presenze e delle reti in nazionale ― Ucraina under 21 | Cronologia completa delle presenze e delle reti in nazionale ― Ucraina under 21 |
| Data                                                                            | Città                                                                           | In casa                                                                         | Risultato                                                                       | Ospiti                                                                          | Competizione                                                                    | Reti                                                                            | Note                                                                            |
| ------------------------------------------------------------------------------- | ------------------------------------------------------------------------------- | ------------------------------------------------------------------------------- | ------------------------------------------------------------------------------- | ------------------------------------------------------------------------------- | ------------------------------------------------------------------------------- | ------------------------------------------------------------------------------- | ------------------------------------------------------------------------------- |
| 9-10-2020                                                                       | Kiev                                                                            | Ucraina under 21                                                                | 1 – 0                                                                           | Romania under 21                                                                | Qual. Europeo Under-21 2021                                                     | -                                                                               |                                                                                 |
| 13-10-2020                                                                      | Ballymena                                                                       | Irlanda del Nord under 21                                                       | 1 – 0                                                                           | Ucraina under 21                                                                | Qual. Europeo Under-21 2021                                                     | -                                                                               |                                                                                 |
| 13-11-2020                                                                      | Ta' Qali                                                                        | Malta under 21                                                                  | 1 – 4                                                                           | Ucraina under 21                                                                | Qual. Europeo Under-21 2021                                                     | -                                                                               |                                                                                 |
| 11-11-2021                                                                      | Skopje                                                                          | Macedonia del Nord under 21                                                     | 1 – 1                                                                           | Ucraina under 21                                                                | Qual. Europeo Under-21 2023                                                     | 1                                                                               |                                                                                 |
| 16-11-2021                                                                      | Leopoli                                                                         | Ucraina under 21                                                                | 2 – 1                                                                           | Serbia under 21                                                                 | Qual. Europeo Under-21 2023                                                     | -                                                                               |                                                                                 |
| 23-9-2022                                                                       | Žilina                                                                          | Slovacchia under 21                                                             | 3 – 2                                                                           | Ucraina under 21                                                                | Qual. Europeo Under-21 2023                                                     | -                                                                               | 83’                                                                             |
| 27-9-2022                                                                       | Bielsko-Biała                                                                   | Ucraina under 21                                                                | 3 – 0                                                                           | Slovacchia under 21                                                             | Qual. Europeo Under-21 2023                                                     | -                                                                               | 90’                                                                             |
| 27-6-2023                                                                       | Bucarest                                                                        | Spagna under 21                                                                 | 2 – 2                                                                           | Ucraina under 21                                                                | Europeo Under-21 2023                                                           | -                                                                               |                                                                                 |
| Totale                                                                          |                                                                                 | Presenze                                                                        | 8                                                                               |                                                                                 | Reti                                                                            | 1                                                                               |                                                                                 |

## Palmarès

### Competizioni nazionali
- Coppa d'Ucraina: 2

Dinamo Kiev: 2019-2020, 2020-2021
- Supercoppa d'Ucraina: 1

Dinamo Kiev: 2020
- Campionato ucraino: 1

Dinamo Kiev: 2020-2021